# Vincze Gábor (cselgáncsozó)
Vincze Gábor (Budapest, 1976. február 29. –) kétszeres paralimpiai bronzérmes, világbajnoki bronzérmes, Európa-bajnoki ezüstérmes cselgáncsozó, szakedző.

## Betegsége
4 éves korában egy szüreten beleivott a borseprőbe, melynek következtében alkoholmérgezést szenvedett. Később makula degenerációval diagnosztizálták, de a mai napig nem tudni, szembetegsége ennek következménye-e. Aliglátó, kb. 3%-ban lát, a versenyeken B2-es kategóriában versenyzett; ebbe a kategóriába az 5%-nál kevesebbet látó versenyzőket sorolják, akik két méteren belül felismerik a tárgyakat.

## Sportpályafutása
Hobbiszinten kezdett sportolni, több sportágat is kipróbált, mielőtt 16 éves korában a cselgáncs felé fordult. A judo-t azért választotta, mert édesapja is cselgáncsozott korábban, illetve mert látássérültként is hasznosnak találta, többek között megtanulhatta megvédeni önmagát. Tehetsége korán, a látó gyerekek között megmutatkozott, azonban sportorvosi engedélyt csak nagyon nehezen, a paralimpiai kvóta megszerzését követően, felsőbb utasításra kapott. Neki köszönhető, hogy mára a látássérült gyerekek sportorvosi alkalmasságát egyedileg bírálják el, nem kerülnek automatikusan elutasításra.
Első nagy nemzetközi sikerét a franciaországi Déols-ban rendezett paralimpiai kvalifikációs Európa-bajnokságon aratta, ahol rögtön ezüstérmet szerzett. A sydney-i paralimpián a japán Nakamura legyőzésével a dobogó harmadik fokára állhatott fel. A 2001-ben az oroszországi Ufa városában megrendezett Európa-bajnokságon megismételte paralimpiai sikerét, bronzérmet szerzett. Ezt követően két évvel később, a kanadai Québecben rendezett világbajnokságon állhatott dobogóra, ahol ugyancsak bronzérmes lett. Athénban, a 2004-es paralimpián is eredményes volt, a korábbiakhoz hasonlóan bronzérmet szerzett. 
2005-ben a hollandiai Vlaardingenben rendezett Európa-bajnokságon szerezte egyik legfényesebb érmét, szokásos, 81 kg-os súlycsoportjában jutott döntőbe, ahol ezüstöt szerzett. A következő évi VB-n újból harmadik helyezést ért el. Az ezt követő években rangosabb nemzetközi versenyen értékes helyezéseket gyűjtött be; a brazil rendezésű világbajnokságon 2007-ben, és 2011-es Nagy Britanniában rendezett EB-n az ötödik helyen végzett. Az ugyancsak 2007-es rendezésű bakui Európa-bajnokságon ismét döntőbe jutott, ezüstérmet szerzett. A 2008-as világkupán, melynek Litvánia adott otthont, ismét döntős volt, ahol ukrán ellenfelével szemben maradt alul.
A pekingi paralimpián is jó esélyekkel indult, de a legjobb nyolc között kikapott francia ellenfelétől, illetve később a vigaszágon is alulmaradt az iráni versenyzővel szemben, így utolsó paralimpiáját a pontszerző hetedik helyen fejezte be. A riói paralimpiára már nem jutott ki.
2013-ban lépett utoljára nemzetközi versenyen szőnyegre. A heidelbergi nyílt német bajnokságon jó formában versenyzett, de bronzmeccse előtt megsérült. A mérkőzést vállalta, de győznie nem sikerült, az ötödik helyen végzett. A hazai rendezésű EB-n, melynek a britek korábbi visszalépése miatt Eger adott otthont, még egyszer megmutatta, mit tud: az elődöntőt bordasérülése miatt feladta, de a bronzmérkőzést 36 másodperccel a vége előtt iponnal megnyerte.

## A tatamin túl
Még aktív versenyző korában nyílt rá lehetősége, hogy az amerikai Achilles Track Club meghívására szintén látássérült sporttársával, a csörgőlabdázó Bélafi Szilárddal egyetemben, három tűzoltó kísérő kíséretében részt vegyen a New York City Marathonon. Gábor a nagyjából 40 000 résztvevő között a 27 833. helyen ért célba; az első magyar látássérültként teljesítve a távot.
Egy ideig masszőrként dolgozott, majd edzősködni kezdett. 2010-ben alapította meg saját egyesületét, a Tisztánlátás SE-t, melynek célja elsősorban látássérültek cselgáncsoktatása.  
Hogy az élsportban szerzett kondícióját megtartsa, versenyzői pályafutását követően kipróbálta a hegymászást. Jó barátjával megmászták Szlovénia legmagasabb csúcsát a Triglavot, később pedig a teljesítménytúrázás felé fordult. Segítőjével teljesítette az 55 km-es Mátrabérc túrát, illetve a Kinizsi Százast is, utóbbit 23 óra 10 perc alatt.
A fentieken kívül még belekóstolt a síelésbe, snowboardba, ejtőernyőzik, siklórepül, és még raftingol is.

## Tanulmányai
Masszőrnek tanult, majd érettségi után a Testnevelési Egyetemen sportmenedzserként, illetve edzőként diplomázott, később szakedzői képesítést is szerzett.

## Eredményei
- kétszeres paralimpiai bronzérmes (2000, 2004)
- világbajnoki bronzérmes (2006)
- Európa-bajnoki ezüstérmes (2005)
- Európa-bajnoki bronzérmes (2013)

## Díjai, elismerései
- Magyar Ezüst Érdemkereszt (2000)[15]
- Magyar Arany Érdemkereszt (2004)[16]
- Legjobb Férfi Fogyatékos Sportoló (2005)[17]
- Legjobb Férfi Fogyatékos Sportoló (második helyezett) (2006)[18]

## Magánélete
2019-ben Kondákor Zitával élt együtt.